# Miguel Vale de Almeida
Miguel Vale de Almeida (Lisbona, 21 agosto 1960) è un antropologo, docente e attivista per i diritti LGBT portoghese.
Si laureò in antropologia presso la Facoltà di Scienze Sociali della Nuova Università di Lisbona, proseguì alla State University di Binghamton dove ottenne il Master's degree. Oggi insegna all'Istituto Universitario di Lisbona (ISCTE), lo stesso dove conseguì il dottorato. La sua opera di ricerca si snoda tra le tematiche legate al suo Paese, al Brasile e la Spagna, trattando di genere e sessualità, così come del concetto di razza e di postcolonialismo.
È direttore della rivista portoghese Etnográfica. Ha pubblicato vari libri (due dei quali anche negli Stati Uniti e nel Regno Unito: The Hegemonic Male. Masculinity in a Portuguese Town e An Earth-Colored Sea: ‘Race’, Culture, and the Politics of Identity in the Portuguese-Speaking World).

## Opere principali
- Senhores de Si: Uma Interpretação Antropológica da Masculinidade, Lisbona, Fim de Século, collana "Antropológica", 1995
- Corpo Presente: Treze Reflexões Antropológicas sobre o Corpo (org.), Oeiras, Celta, 1996
- Um Mar da Cor da Terra. "Raça", Cultura e Política da Identidade, Oeiras, Celta, 2000
- Outros Destinos. Ensaios de Antropologia e Cidadania, Oporto, Campo das Letras, 2004
- An Earth-Colored Sea. "Race", Culture and the Politics of Identity in the Post-Colonial Portuguese-Speaking World, Oxford (New York), Berghahn Books, 2004
- A Chave do Armário. Homossexualidade, Casamento, Família, Lisbona, ICS, 2009